# أندريه ريديك
أندريه ريديك (بالإنجليزية: Andre Riddick)‏ مواليد 1 فبراير 1973 في بروكلين، هو لاعب كرة سلة أمريكي معتزل. بدأ مسيرته الاحترافية في سنة 1995. يبلغ طوله 6 قدم 10 بوصة (2.1 م). اعتزل اللعب في 2013.

## المسيرة الاحترافية
لعب مع تروتاموندوس دي كارابوبو في سنة 1999، ثم لعب مع جاي دي أيه ديجون في الدوري الفرنسي في موسم 1999–2000، ثم لعب مع تروتاموندوس دي كارابوبو في سنة 2000، ثم لعب مع جاي دي أيه ديجون في الدوري الفرنسي في موسم 2000–2001، ثم لعب مع تروتاموندوس دي كارابوبو في سنة 2001، ثم لعب مع سبيرو شارلوروا من سنة 2002 إلى 2013.

## روابط خارجية
- أندريه ريديك على موقع الدوري الأوروبي لكرة السلة (الإنجليزية)
- أندريه ريديك على موقع كرة السلة الأوروبية.كوم (الإنجليزية)
- أندريه ريديك على موقع كلية كرة السلة في سبورتس رفرنس.كوم (الإنجليزية)
- أندريه ريديك على موقع ريلجم (الإنجليزية)
- أندريه ريديك على موقع بروبوليرز (الإنجليزية)
- أندريه ريديك على موقع سبورتس رفرنس (الإنجليزية)